# Barna galambgomba
A barna galambgomba (Russula sororia) az Agaricomycetes osztályának galambgomba-alkatúak (Russulales) rendjébe, ezen belül a galambgombafélék (Russulaceae) családjába tartozó, Európában és Észak-Amerikában honos, erdőkben élő, nem ehető gombafaj.

## Megjelenése
A barna galambgomba kalapjának átmérője 5–11 cm, alakja kezdetben domború, majd laposan kiterülő, közepe lehet bemélyedő. Széle - főleg öregen - bordás. Felszíne síkos-nyálkás. Színe barna, feketésbarna, a széle felé világosabb árnyalatú. Húsa vastag, kemény, fehér színű, a tönknél barnás foltok lehetnek. Szaga kellemetlen, spermára emlékeztet; íze csípős.
Lemezek közepesen sűrűn állnak, a tönkhöz nőttek. Krémszínűek, barnán foltosodnak, az idős gombánál szürkés árnyalatúak. Spórapora krémszínű. Spóráz ellpitikusak, felületük félig hálózatosan tüskés, méretük  6,5-8,5 x 5,5-7 µm.
Tönkje: 3–6 cm magas és maximum 2,5 cm vastag. Alakja zömök, hengeres, felülete hosszanti irányban ráncolt. Színe fehér, töve esetleg rozsdafoltos lehet.

### Hasonló fajok
A kellemetlen szagú galambgombák (ún. Ingratae) más tagjaival lehet összetéveszteni, de közülük egyik sem ehető.

## Elterjedése és termőhelye
Európában és Észak-Amerikában honos. Magyarországon nem gyakori.
Lomb- és fenyőerdőkben él, júliustól szeptemberig, terem.

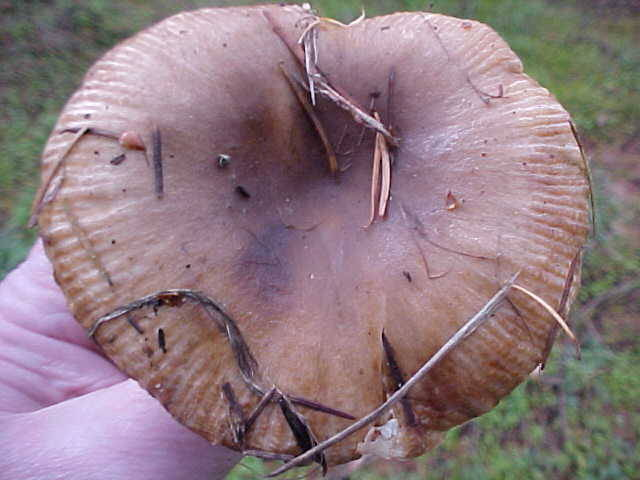
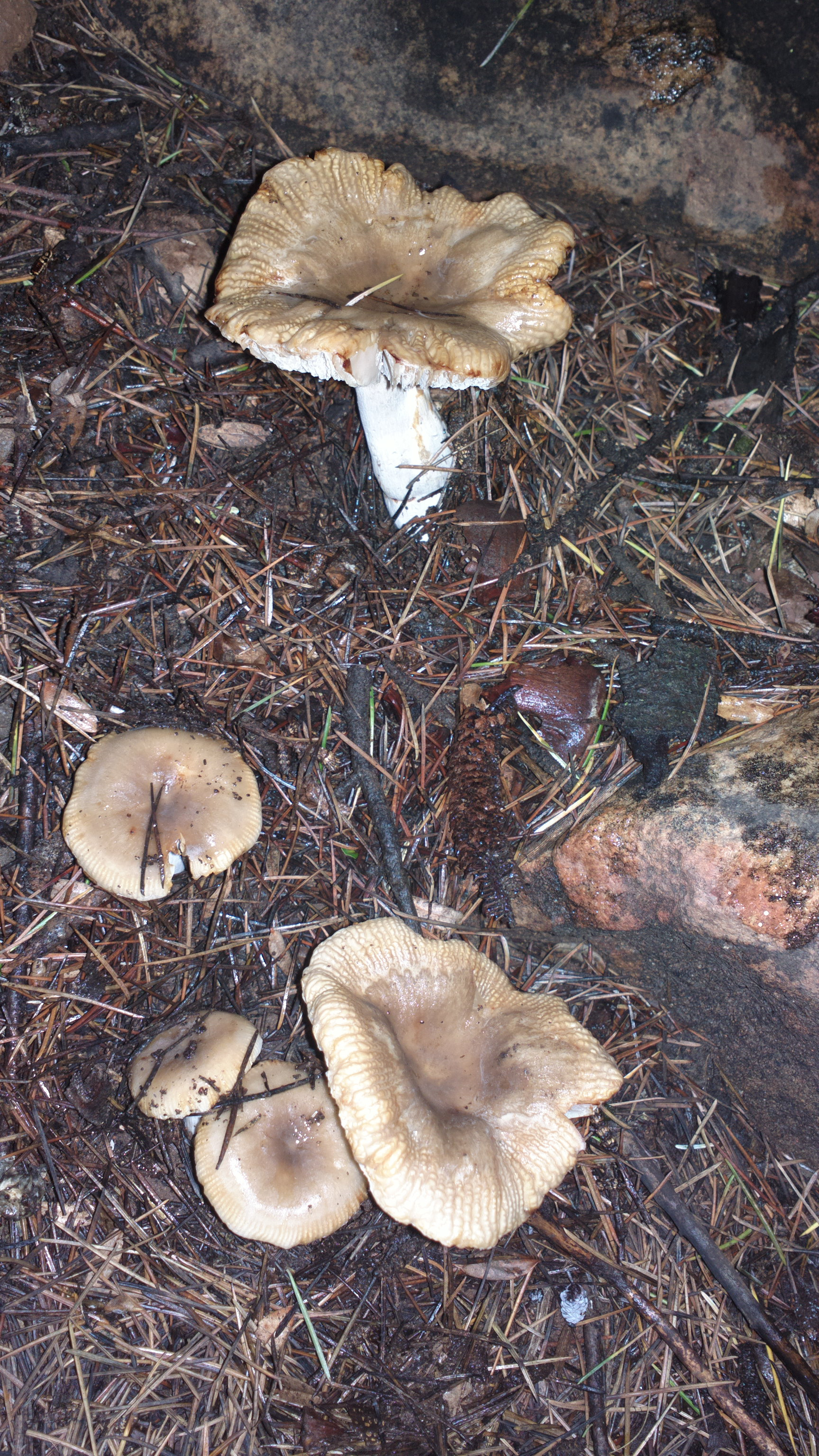
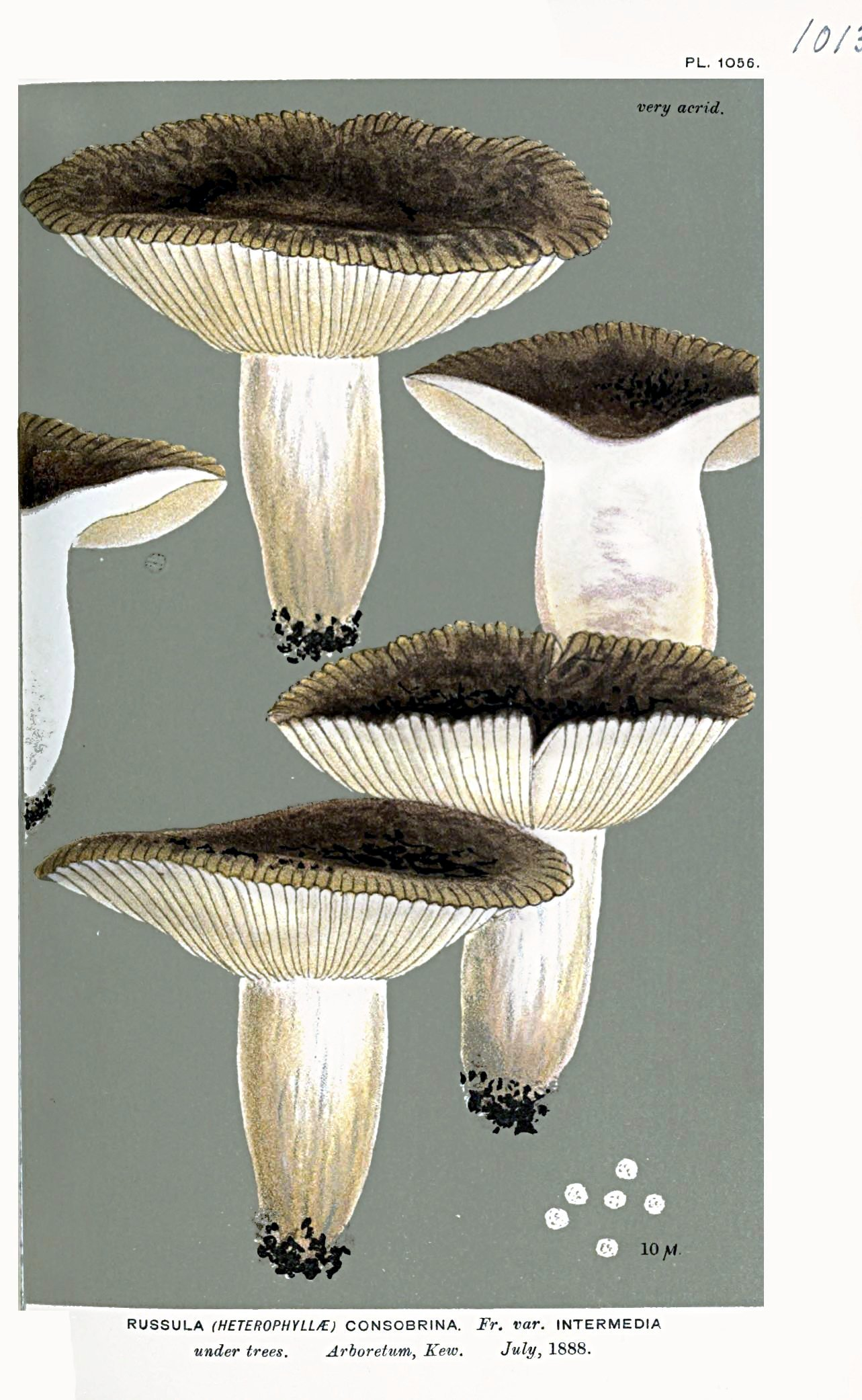
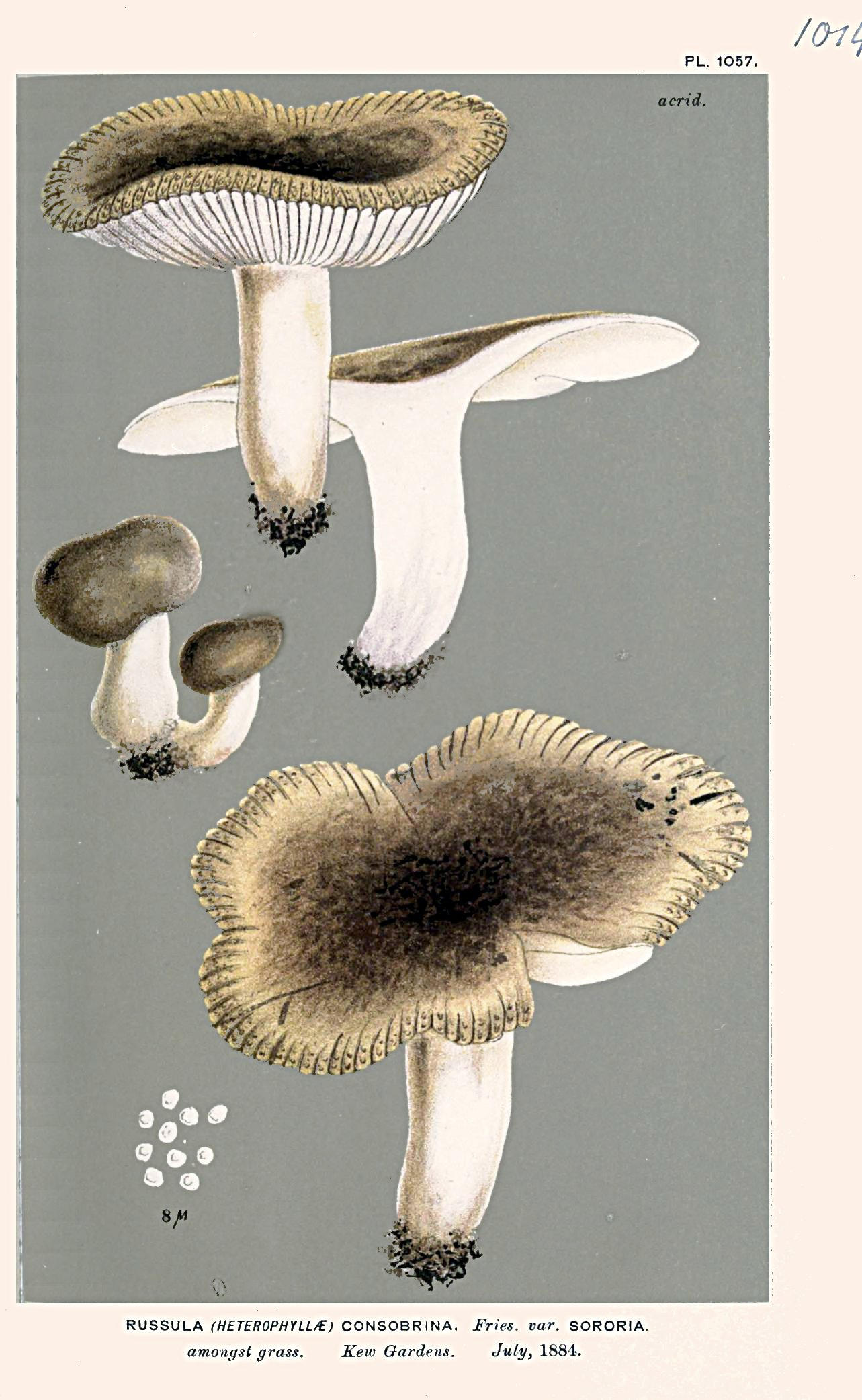

Nem ehető gomba.